# Juan Blanco del Valle
Juan Blanco del Valle (San Roque, 1822-México, 1877) fue un político y diplomático español.

## Biografía
Nació el 3 de enero de 1822 en la localidad gaditana de San Roque. Como político, obtuvo escaño de diputado a Cortes en varias ocasiones por la provincia de Cádiz durante el reinado de Isabel II. En su faceta como diplomático estuvo destacado en Marruecos y Brasil, además de ser ministro plenipotenciario de España en México, fue caballero gran cruz de la Orden de Isabel la Católica, comendador de la Orden de Carlos III, gran cruz de la Orden Imperial de la Rosa del Brasil, gran Nischan Iftijar de Túnez y caballero de la Legión de Honor de Francia. Falleció el 20 de febrero de 1877 en México.